# Club Martín Ledesma
Club General Martín Ledesma – paragwajski klub piłkarski z siedzibą w mieście Capiatá.

## Osiągnięcia
- Puchar UFI: 2006
- Mistrz regionalnej ligi Capiatá (10): 1968, 1970, 1972, 1976, 1985, 1996, 1997, 1998, 1999, 2004

## Historia
Klub Martín Ledesma założony został 22 września 1914 roku w budynku szkoły Graduada Doble School, której dyrektorem był Enrique Soler. Na spotkaniu zdecydowano się założyć instytucję mającą na celu rozwój sportu w mieście Capiatá. Klub nazwany został General Martín Ledesma Football Club na cześć założyciela miasta, którym był generał Martín Ledesma de Balderrama.
Pierwszy zarząd w historii klubu, powołany w 1914 roku, miał następujący skład:
- Prezes: Juan R. Alcaraz
- Wiceprezes: Juan B Salcedo
- Sekretarz: Venancio Trinidad
- Skarbnik: Alberto Sanchez

Ponadto w skład zarządu wchodzili: Arsenio Ayala, José Sosa, José Emiliano Céspedes, Juan Cappa oraz José Arrúa.